# پنتیشن

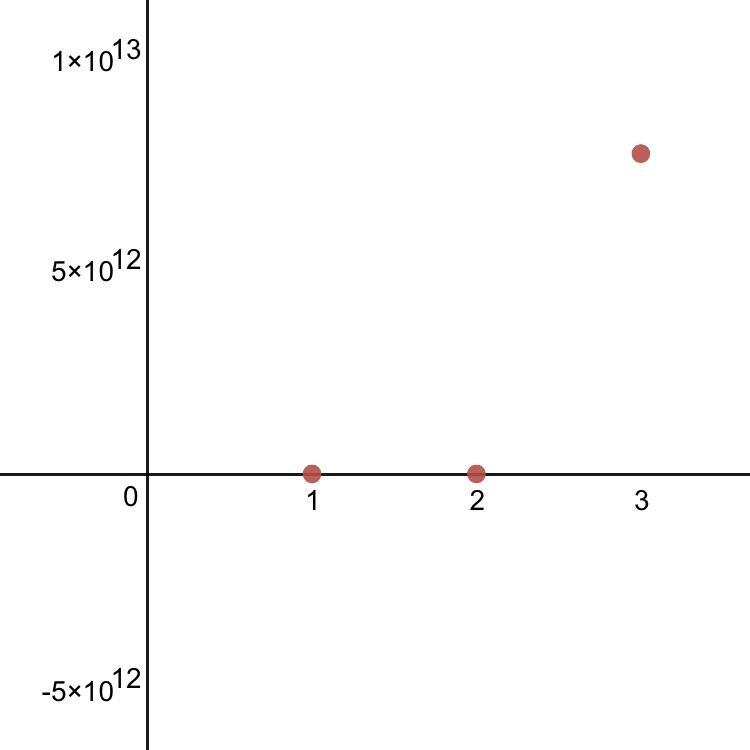
سه مقدار اول عبارت x[5]2. مقدار 3[5]2 حدود 7.626 × 10 ^{12} است. مقادیر بالاتر x، خیلی بزرگتر از آن هستند که در نمودار ظاهر شوند.

در ریاضیات، پنتیشن (به انگلیسی: Pentation) (یا هایپر-5) اَبَرعملی است بین تتریشن و هگزیشن. پنتیشن به عنوان تتریشن تکراری (تکرار شده) تعریف می‌شود، همانطور که تتریشن توان تکراری است.  این یک عملیات دوتایی است که با دو عدد a و b تعریف شده‌است، که در آن a به خود b-1 برابر تتریشن می‌شود. به عنوان مثال، با استفاده از نماد ابرعمل برای پنتیشن و تتریشن، {\displaystyle 2[5]3} به معنای {\displaystyle 2[4](2[4]2)} است. می‌تواند به این صورت ساده شود: {\displaystyle 2[4](2^{2})=2[4]4=2^{2^{2^{2}}}=2^{2^{4}}=2^{16}=65536.}.

## واژه‌شناسی
کلمه پنتیشن (Pentation) توسط روبن گودشتاین در سال 1947 از پیشوند penta- (پنج) و iteration (تکرار) ابداع شد. این بخشی از طرح نامگذاری کلی او برای ابرعملیات‌ها است. 

## نمادگذاری
اجماع کمی در مورد نماد پنتیشن وجود دارد. به این ترتیب، راه‌های مختلفی برای نوشتن عمل وجود دارد. با این حال، برخی از آن‌ها بیشتر از بقیه استفاده می‌شوند و برخی از آن‌ها مزایا یا معایب واضحی نسبت به بقیه دارند.
- پنتیشن را می‌توان به عنوان یک ابرعمل به‌صورت {\displaystyle a[5]b} نوشت. در این قالب، {\displaystyle a[3]b} ممکن است به عنوان نتیجۀ اعمال مکرر تابع {\displaystyle x\mapsto a[2]x} تفسیر شود، برای تکرار {\displaystyle b}ها، با شروع از عدد 1. به‌طور مشابه، {\displaystyle a[4]b}‌ (تتریشن)، مقداری را نشان می‌دهد که با اعمال مکرر تابع {\displaystyle x\mapsto a[3]x} به‌دست می‌آید، برای تکرار {\displaystyle b}ها، با شروع از عدد1، و پنتیشن {\displaystyle a[5]b} مقدار به‌دست آمده با اعمال مکرر تابع {\displaystyle x\mapsto a[4]x} را نشان می‌دهد، برای تکرار {\displaystyle b}ها، با شروع از عدد1. [۳] [۴] این نمادِ مورد استفاده در ادامۀ مقاله خواهد بود.

- در نماد پیکان بالا کنوت، {\displaystyle a[5]b} به این صورت نشان داده شده‌است: {\displaystyle a\uparrow \uparrow \uparrow b} یا {\displaystyle a\uparrow ^{3}b}. در این نماد، {\displaystyle a\uparrow b} توان را نشان می‌دهد ({\displaystyle a^{b}}) و {\displaystyle a\uparrow \uparrow b} تتریشن را نشان می‌دهد ({\displaystyle ^{b}a}). با اضافه کردن یک فلش دیگر، عملیات را می‌توان به راحتی برای هگزیشن تعریف کرد.

- در نماد پیکان زنجیره‌ای کانوی، {\displaystyle a[5]b=a\rightarrow b\rightarrow 3}. [۵]

- نماد پیشنهادی دیگر این است {\displaystyle {_{b}a}}، اگرچه این نماد قابل تعمیم به ابرعملیات‌های بالاتر نیست. [۶]

## مثال‌ها
مقادیر تابع پنتیشن را می‌توان از مقادیر ردیف چهارم جدول مقادیر یکی از انواع تابع آکرمان نیز به‌دست آورد: اگر {\displaystyle A(n,m)}، با شرایط اولیۀ {\displaystyle A(1,n)=an} و {\displaystyle A(m,1)=a}، {\displaystyle A(m-1,A(m,n-1))} با عود آکرمان تعریف می‌شود؛ پس {\displaystyle a[5]b=A(4,b)}. 
به عنوان تتریشن، عملیات پایۀ آن به ارتفاعات غیرصحیح، پنتیشن ({\displaystyle a[5]b}) گسترش نیافته است. در حال حاضر فقط برای مقادیر صحیح a و b تعریف شده است که در آن a > 0 و b ≥ -1، و چند عدد صحیح دیگر که ممکن است به طور منحصر به فرد تعریف شوند، تعریف شده‌است. مانند همه ابرعمل‌های مرتبۀ 3 (توان) و بالاتر، پنتیشن دارای موارد جزئی (هویت) زیر است که برای همه مقادیر a و b در دامنۀ خود صادق است:
- {\displaystyle 1[5]b=1}
- {\displaystyle a[5]1=a}

علاوه بر این، همچنین می‌توانیم تعریف کنیم:
- {\displaystyle a[5]0=1}
- {\displaystyle a[5](-1)=0}

به غیر از موارد پیش پا افتادۀ نشان داده شده در بالا، پنتیشن اعداد بسیار بزرگی را به سرعت تولید می‌کند، به‌طوری که تنها چند مورد غیر پیش پا افتاده وجود دارد که اعدادی را تولید می‌کند که می‌توان آن‌ها را با نمادهای معمولی نوشت، همانطور که در زیر نشان داده شده‌است:
- {\displaystyle 2[5]2=2[4]2=2^{2}=4}
- {\displaystyle 2[5]3=2[4](2[4]2)=2[4]4=2^{2^{2^{2}}}=2^{2^{4}}=2^{16}=65,536}
- {\displaystyle 2[5]4=2[4](2[4](2[4]2))=2[4](2[4]4)=2[4]65536=2^{2^{2^{\cdot ^{\cdot ^{\cdot ^{2}}}}}}{\mbox{ (a power tower of height 65,536) }}\approx \exp _{10}^{65,533}(4.29508)} (در اینجا با نماد نمایی تکرار شده نشان داده شده‌است؛ زیرا برای نوشتن با نماد معمولی بسیار بزرگ است. توجه داشته باشید {\displaystyle \exp _{10}(n)=10^{n}})
- {\displaystyle 3[5]2=3[4]3=3^{3^{3}}=3^{27}=7,625,597,484,987}
- {\displaystyle 3[5]3=3[4](3[4]3)=3[4]7,625,597,484,987={\underset {{\text{3 is repeated 3[4]3 times}}=3^{3^{3}}}{3^{3^{.^{.^{.^{3}}}}}}}{\mbox{ (a power tower of height 7,625,597,484,987) }}\approx \exp _{10}^{7,625,597,484,986}(1.09902)}
- {\displaystyle 4[5]2=4[4]4=4^{4^{4^{4}}}=4^{4^{256}}\approx \exp _{10}^{3}(2.19)} (عددی با بیش از {\displaystyle 10^{153}} رقم)
- {\displaystyle 5[5]2=5[4]5=5^{5^{5^{5^{5}}}}=5^{5^{5^{3125}}}\approx \exp _{10}^{4}(3.33928)} (عددی با بیش از {\displaystyle 10^{10^{2184}}} رقم)